# Colonne sonore di Soul Blade
Per il videogioco della Namco Soul Blade (Soul Edge in Giappone) uscirono due colonne sonore, una con le musiche della versione arcade del gioco, l'altra con i vari riarrangiamenti usati per la versione console.

## Super Battle Sound Attack Soul Edge
Rappresenta la prima colonna sonora, uscita nel 21 ottobre 1996 sotto l'etichetta di Pony Canyon e con numero di catalogo PCCG-00365; composta da vari artisti, riuniti sotto il nome di Namco Sound Team, il disco ha una durata di 42:24 minuti.

### Tracce
Nota: EMM = Edge Master Mode.
1. "Opening Title Ver. 1" (Arcade Demo Intro Theme)  – 0:16
2. "Opening Title Ver. 2" (Arcade Intro Theme)  – 0:27
3. "Epic Calling!" (Character Select Screen)  – 0:15
4. "Into the Battle"  – 0:08
5. "The Wind and Cloud" (Mitsurugi Stage BGM)  – 2:44
6. "Future Dancin'" (Taki Stage BGM)  – 1:37
7. "Heavenly Engage" (Sophitia Stage BGM)  – 3:13
8. "Soul and Sword" (Siegfried Stage BGM)  – 2:47
9. "Dragon's Call" (Li Long Stage BGM)  – 2:52
10. "The Gears of Madness" (Voldo Stage BGM)  – 2:47
11. "Horangi Arirang" (Hwang Seong-gyeong Stage BGM)  – 2:47
12. "Khaduri" (Seong Mi-na Stage BGM)  – 2:08
13. "Recollect Continent" (Rock Stage BGM)  – 3:04
14. "Bravely Folk Song" (Cervantes Stage BGM)  – 3:08
15. "World Atlas Collapsed" (SoulEdge Stage BGM)  – 2:39
16. "War Age" (Mitsurugi/Hwang EMM Ending Theme)  – 0:50
17. "The Deed is Done" (Taki EMM Ending Theme)  – 0:50
18. Goddess in Triumph (Sophitia EMM Ending Theme)  – 0:50
19. The Carnage Has Begun ~ Into a Trance (Siegfried/Cervantes EMM Ending Theme)  – 0:49
20. The Last Bit of Hope ~ Dragon's Gasp (Li Long EMM Ending Theme)  – 0:50
21. And the Blind Shall See (Voldo EMM Ending Theme)  – 0:47
22. Sparrow's Return (Seong Mi-na EMM Ending Theme)  – 0:50
23. Sunrise Promise (Rock EMM Ending Theme)  – 0:50
24. Coming Soon (EMM Introduction)  – 0:25
25. Courage (Name Entry)  – 1:41
26. Finale and End Credit (Credits BGM)  – 1:50

## Soul Edge Original Soundtrack - Khan Super Session
È la nuova colonna sonora creata per Soul Blade, pubblicata il 18 dicembre 1996 e della durata di 58:09 minuti: possiede delle tracce differenti da quelle originali, ma ciascuna rispecchia un personaggio del cast dei combattenti. Pubblicata da BGM Japan Entertainment, fu composta da Bentenmaru (KHAN) (tracce 2, 8, 10, 16), Taku Iwasaki (tracce 9, 13, 15), Masumi Ito (tracce 1, 3, 5, 7, 11, 14), Yoshiyuki Ito (tracce 6, 12 tracks) e Aki Hata (traccia 4).
Gli arrangiamenti furono fatti da KHAN (2, 16), Kazunori Miyake (2),Himeko Yamamoto (8, 10, 16), Masumi Ito (1, 3, 5, 7, 11, 14), Taku Iwasaki (9, 13, 15), Yoshiyuki Ito (6) e Aki Hata (4, 12). Il suo numero di catalogo è BVCH-732.

### Tracce
1. "Doubtful Judgement" (SoulEdge Stage BGM)  – 3:46
2. "The Edge of Soul" (PS1 Intro Movie BGM)  – 4:20
3. "An Oath of the Sword" (Character Select Screen)  – 1:33
4. "P.N.K.N." (Coloseum - Asia/Seong Han-myeong Stage BGM)  – 3:46
5. "Castaway into Darkness" (Cervantes Stage BGM)  – 3:42
6. "Hagakure" (Mitsurugi Stage BGM)  – 3:58
7. "Eternal Memories" (Name Entry)  – 1:31
8. "A Haunting Wind" (Taki Stage BGM)  – 3:58
9. "Another Fanatic" (Voldo Stage BGM)  – 3:43
10. "Moonlight Shadows" (Li Long Stage BGM)  – 4:25
11. "A Continental Gale" (Rock Stage BGM)  – 3:46
12. "Tiny Amulet" (Seong Mi-na Stage BGM)  – 3:44
13. "Yellow Sands" (Hwang Seong-gyeong Stage BGM)  – 3:31
14. "A Mediterranean Call" (Sophitia Stage BGM)  – 3:45
15. "Darkness of Fate" (Siegfried Stage BGM)  – 4:07
16. "Our Way Home" (Credits BGM)  – 4:34

### Differenze tra la versione CD e quella PlayStation
Le musiche di questo album differiscono leggermente da quelle su PlayStation: esse, infatti, sono generalmente più lunghe ed inoltre si può trovare la traccia "Edge of Soul" in versione integrale.